# Sinipta purpurea
Sinipta purpurea är en insektsart som först beskrevs av Carl Peter Thunberg 1815.  Sinipta purpurea ingår i släktet Sinipta och familjen gräshoppor. Inga underarter finns listade i Catalogue of Life.